# Ангар 18 (гурт)
«Ангар 18» — український панк-рок гурт з Одеси. Створений у 2007 році.

## Історія
Одеський "paranoid punk rock" гурт, сформований у 2007 році. За свій невеликий період існування гурт завоював значне місце в одеському рок-руху. Перший дебютний виступ відбувався на добре відомому в СНД міжнародному мотозльоті «GOBLIN SHOW» (м. Одеса). Через деякий час група самотужки організувала перший в одесі "Punk Party", який пройшов дуже вдало.

## Дискографія

### Альбоми
- «Только Я» (2010)[2]
- «Когда Спящий Проснется» (2013)[3]

### Мініальбоми
- «Невидимый фронт» (2007)[4]
- «Кукла Вуду» (2009)[5]
- «The Mess» (2012)[6]